# Байхэ (уезд)
Байхэ́ (кит. упр. 白河, пиньинь Báihé) — уезд городского округа Анькан провинции Шэньси (КНР). Уезд назван по реке Байхэ.

## История
При империи Цинь в этих местах был создан уезд Сисянь (锡县). При империи Северная Чжоу он был переименован в Фэнли (丰利县). При империи Сун в 968 году он был присоединён к уезду Юньсянь (郧县).
После монгольского завоевания эти земли перешли под непосредственное управление властей области Цзиньчжоу (金州). После изгнания монголов и основания империи Мин в 1370 году был создан уезд Сюньян, и эти земли вошли в его состав. В 1472 году в восточной части уезда было построено укрепление Байхэбао (白河堡), названное по реке Байхэ. В 1476 году окрестные земли были выделены в отдельный уезд Байхэ.
В 1951 году был создан Специальный район Анькан (安康专区), и уезд вошёл в его состав. В 1968 году Специальный район Анькан был переименован в Округ Анькан (安康地区).
В 2000 году были расформированы округ Анькан и город Анькан и образован городской округ Анькан.

## Административное деление
Уезд делится на 11 посёлков.